# كيفن يونغ (لاعب هوكي جليد)
كيفن يونغ هو لاعب هوكي جليد كندي، ولد في 16 يوليو 1982 في وايت روك في كندا.

## وصلات خارجية
- كيفن يونغ على موقع دوري الهوكي الوطني (الإنجليزية)
- كيفن يونغ على موقع EliteProspects.com (الإنجليزية)
- كيفن يونغ على موقع HockeyDB.com (الإنجليزية)